# Ponte D. Luís I (Santarém)
Die Ponte D. Luís I, häufig auch einfach Ponte de Santarém genannt, ist eine Straßenbrücke in Portugal, die den hoch über dem rechten Ufer des Tejo gelegenen Ort Santarém mit Almeirim und den weiteren Landesteilen im Südosten jenseits des Tejo verbindet. Sie war weit und breit die einzige Brücke über den Tejo, bis im Jahr 2000 rund vier Kilometer flussabwärts die Autobahnbrücke Ponte Salgueiro Maia eröffnet wurde.
Die von  Santarém herunterkommende zweispurige Nationalstraße N114 wird zunächst auf einem Fachwerkträger über die schmale Rua dos Pescadores (Fischerstraße) und die beiden Gleise der Linha do Norte hinweg zur eigentlichen, 570 m langen Flussbrücke geführt. Dort liegt die Fahrbahn in 22 m Höhe über dem Flussbett auf neun schmiedeeisernen Fachwerkträgern mit Stützweiten von je 63 m, die auf mächtigen, steinernen Pfeilern lagern. Das ausgedehnte Hochwasserbett am linken Ufer wird durch eine 560 m lange Vorlandbrücke auf durch Andreaskreuze verbundenen Eisenstützen überquert, die mit leichtem Gefälle zu dem Dorf Tapada abfällt. Das Bauwerk ist insgesamt rund 1215 m lang.
Die Brücke wurde in den Jahren 1876 bis 1881 von den französischen Unternehmen Fives-Lille und Schneider-Creusot gebaut. 1910 erhielt sie eine Gasbeleuchtung, die 1931 durch eine elektrische Beleuchtung ersetzt wurde. In den Jahren 1950 bis 1959 wurde die Brücke nach den Plänen von Edgar Cardoso verstärkt und mit einer von 6 m auf 9 m verbreiterten Fahrbahnplatte aus Stahlbeton versehen. Um das Jahr 2008 erhielt sie bei einer weiteren Renovierung einen Anstrich in einem kräftigen Rot.
Seit 1997 steht die Ponte D. Luís I unter Denkmalschutz.